# UCI America Tour de 2015
O UCI America Tour 2015 foi a décima-primeira edição do calendário ciclístico internacional americano. Iniciou-se a 9 de janeiro de 2015 na Venezuela, com a Volta ao Táchira e finalizou a 25 de dezembro de 2015 com a Volta Ciclista Internacional a Costa Rica. Disputaram-se 33 concorrências incluídos os Campeonatos Panamericanos, outorgando pontos aos primeiros classificados das etapas e à classificação final.
O ganhador foi o lituano Toms Skujins da equipa Hincapie Racing Team, quem numa actuação muito regular conseguiu pontos em quase todas as carreiras disputadas na América do Norte. Segundo foi o equatoriano Byron Guamá, conseguindo a maioria dos seus pontos no campeonato panamericano e a Volta ao Rio Grande do Sul e terceiro foi o canadiano Michael Woods que obteve os seus melhores pontos no Tour de Utah.

## Categorias
Esta edição constou de 3 carreiras de máxima categoria (.HC), Volta à Califórnia, Tour de Utah e USA Pro Cycling Challenge, 2 carreiras de nível .1, (Tour de San Luis e Tour de Alberta) e o resto das carreiras foram do último nível de categoria (.2). Ademais também fizeram parte as carreiras em estrada e contrarrelógio para elite e sub-23 do Campeonato Panamericano de Ciclismo em Estrada e os campeonatos nacionais de Antiga e Barbuda, Argentina, Aruba, Belize, Bermuda, Bolívia, Brasil, Canadá, Chile, Colômbia, Costa Rica, Cuba, Equador, Estados Unidos, El Salvador, Guatemala, México, Panamá, Porto Rico e Venezuela.

## Equipas
As equipas que podiam participar nas diferentes carreiras dependiam da categoria das mesmas. A maior nível de uma carreira podiam participar equipas a mais nível. As equipas UCI ProTeam, só podiam participar das carreiras .HC e .1 mas com uma cota limitada para competir, e os pontos que conseguiram os seus ciclistas não foram à classificação individual.
| Categoria      | Categoria                        | Equipas                                                                                            |
| -------------- | -------------------------------- | -------------------------------------------------------------------------------------------------- |
| .HC            | 1.hc (Carreira de um dia)        | * ProTeam (max 65%) * Profissionais Continentais * Continentais * Selecções nacionais              |
| .HC            | 2.hc (Carreira de vários dias)   | * ProTeam (max 65%) * Profissionais Continentais * Continentais * Selecções nacionais              |
| .1             | 1.1 (Carreira de um dia)         | * ProTeam (max 50%) * Profissionais Continentais * Continentais * Selecções nacionais              |
| .1             | 2.1 (Carreira de vários dias)    | * ProTeam (max 50%) * Profissionais Continentais * Continentais * Selecções nacionais              |
| .2             | 1.2 (Carreira de um dia)         | * Profissionais Continentais * Continentais * Selecções nacionais * Selecções regionais * Amadoras |
| .2             | 2.2 (Carreira de vários dias)    | * Profissionais Continentais * Continentais * Selecções nacionais * Selecções regionais * Amadoras |
| .Ncup (sub-23) | 1.ncup (Carreira de um dia)      | * Selecções nacionais * Selecções mistas                                                           |
| .Ncup (sub-23) | 2.ncup (Carreira de vários dias) | * Selecções nacionais * Selecções mistas                                                           |

## Calendário
As seguintes são as carreiras que estiveram finalmente no calendário.

### Janeiro
| Data  | Carreira         | Cat. | Ganhador    | Equipa                     |
| ----- | ---------------- | ---- | ----------- | -------------------------- |
| 9-18  | Volta ao Táchira | 2.2  | José Rujano | Gobernación de Mérida      |
| 19-25 | Tour de San Luis | 2.1  | Daniel Díaz | Funvic-São José dos Campos |

### Fevereiro
| Data | Carreira                     | Cat. | Ganhador       | Equipa                     |
| ---- | ---------------------------- | ---- | -------------- | -------------------------- |
| 22-1 | Volta Independência Nacional | 2.2  | Róbigzon Oyola | EPM Une-Area Metropolitana |

### Março
| Data | Carreira                  | Cat. | Ganhador       | Equipa            |
| ---- | ------------------------- | ---- | -------------- | ----------------- |
| 27-5 | Volta Ciclista do Uruguai | 2.2  | Carlos Oyarzún | Selecção do Chile |

### Abril
| Data  | Carreira                  | Cat. | Ganhador           | Equipa                |
| ----- | ------------------------- | ---- | ------------------ | --------------------- |
| 8-12  | Volta a Rio Grande do Sur | 2.2  | Byron Guamá        | Movistar Team Equador |
| 23-26 | Joe Martin Stage Race     | 2.2  | John Murphy        | UnitedHealthcare      |
| 28-3  | Volta a México            | 2.2  | Francisco Colorado | Canel´s Specialized   |
| 29-3  | Tour de Gila              | 2.2  | Rob Britton        | Jamis-Hagens Berman   |

### Maio
| Data  | Carreira                                                   | Cat. | Ganhador               | Equipa                       |
| ----- | ---------------------------------------------------------- | ---- | ---------------------- | ---------------------------- |
| 7     | Campeonato Panamericano Contrarrelógio Sub-23              | CC   | Ignacio de Jesús Prado | Selecção do México           |
| 7     | Campeonato Panamericano Contrarrelógio Elite               | CC   | Carlos Oyarzun         | Selecção do Chile            |
| 9     | Campeonato Panamericano em Estrada Sub-23                  | CC   | Jhonatan Restrepo      | Selecção da Colômbia         |
| 10    | Campeonato Panamericano em Estrada Elite                   | CC   | Byron Guamá            | Selecção do Equador          |
| 10-17 | Volta à Califórnia                                         | 2.hc | Peter Sagan            | Tinkoff-Saxo                 |
| 16    | Copa Federação Venezuelana de Ciclismo                     | 1.2  | Honorio Machado        | Gobernación de Nueva Esparta |
| 17    | Clássico Federação Venezuelana de Ciclismo Corre Pela VIDA | 1.2  | Miguel Ubeto           | Gobernación de Nueva Esparta |
| 27-31 | Volta Ciclística Internacional de Paraná                   | 2.2  | Rodrigo Araujo         | Green-Piracicaba             |
| 28-31 | Grand Prix Cycliste de Saguenay                            | 2.2  | Matteo Dal-Cin         | Silber                       |
| 31    | Winston Salem Cycling Classic                              | 1.2  | Toms Skujins           | Hincapie Racing              |

### Junho
| Data  | Carreira                         | Cat. | Ganhador       | Equipa                 |
| ----- | -------------------------------- | ---- | -------------- | ---------------------- |
| 7     | The Philadelphia Cycling Classic | 1.2  | Carlos Barbero | Caja Rural-Seguros RGA |
| 10-14 | Tour de Beauce                   | 2.2  | Pello Bilbao   | Caja Rural-Seguros RGA |
| 12-21 | Volta à Venezuela                | 2.2  | José Alarcón   | Loteria do Táchira     |

### Julho
| Data | Carreira        | Cat. | Ganhador   | Equipa                                      |
| ---- | --------------- | ---- | ---------- | ------------------------------------------- |
| 12   | Delta Road Race | 1.2  | Eric Young | Optum presented by Kelly Benefit Strategies |

### Agosto
| Data  | Carreira                             | Cat. | Ganhador             | Equipa                     |
| ----- | ------------------------------------ | ---- | -------------------- | -------------------------- |
| 2-15  | Volta à Colômbia                     | 2.2  | Óscar Sevilla        | EPM Une-Area Metropolitana |
| 3-9   | Tour de Utah                         | 2.hc | Joe Dombrowski       | Cannondale-Garmin          |
| 16    | International Road Cycling Challenge | 1.2  | Alexis Vuillermoz    | Selecção de France         |
| 17-23 | USA Pro Cycling Challenge            | 2.hc | Rohan Dennis         | BMC Racing                 |
| 25-30 | Tour do Rio                          | 2.2  | Gustavo César Veloso | W52-Quinta da Lixa         |

### Setembro
| Data | Carreira        | Cat. | Ganhador          | Equipa              |
| ---- | --------------- | ---- | ----------------- | ------------------- |
| 1-6  | Tour de Alberta | 2.1  | Bauke Mollema     | Trek Factory Racing |
| 12   | The Reading 120 | 1.2  | Daniel Summerhill | UnitedHealthcare    |

### Outubro
| Data | Carreira               | Cat. | Ganhador         | Equipa       |
| ---- | ---------------------- | ---- | ---------------- | ------------ |
| 4    | Tobago Cycling Classic | 1.2  | Adderlyn Cruz    | Inteja-MMR   |
| 26-1 | Volta à Guatemala      | 2.2  | Román Villalobos | Nestlé Giant |

### Novembro
| Data | Carreira                 | Cat. | Ganhador         | Equipa                |
| ---- | ------------------------ | ---- | ---------------- | --------------------- |
| 15   | Copa América de Ciclismo | 1.2  | Carlos Manarelli | Carrefour Funvic Soul |

### Dezembro
| Data  | Carreira           | Cat. | Ganhador          | Equipa       |
| ----- | ------------------ | ---- | ----------------- | ------------ |
| 14-25 | Volta à Costa Rica | 2.2  | Juan Carlos Rojas | Nestlé Giant |

## Classificações finais

### Individual
Integram-na todos os ciclistas que consigam pontos podendo pertencer tanto a equipas amadoras como profissionais, excepto os ciclistas de equipas UCI ProTeam.
| Posição | Ciclista          | Pontos |
| ------- | ----------------- | ------ |
| 1.º     | Toms Skujins      | 208    |
| 2.º     | Byron Guamá       | 198    |
| 3.º     | Michael Woods     | 179    |
| 4.º     | Daniel Díaz       | 158    |
| 5.º     | Óscar Sevilla     | 136    |
| 6.º     | William Chiarello | 135    |
| 7.º     | Miguel Ubeto      | 129    |
| 8.º     | Manuel Rodas      | 126    |
| 9.º     | Kiel Reijnen      | 124    |
| 10.º    | Rob Britton       | 112    |

| 11.º | John Murphy                    | 107 |
| 12.º | Guillaume Boivin               | 107 |
| 13.º | Dion Smith                     | 103 |
| 14.º | José Luis Rodríguez (ciclista) | 102 |
| 15.º | Kevin Ledanois                 | 100 |
| 16.º | Juan Murillo                   | 98  |
| 17.º | Josué González                 | 95  |
| 18.º | José Alarcón                   | 95  |
| 19.º | Carlos Oyarzún                 | 94  |
| 20.º | Luis Díaz                      | 94  |

### Equipas
Apenas reservada para equipas profissionais de categoria Profissional Continental (2.ª categoria) e Continental (3.ª categoria), ficando excluídos tanto os UCI ProTeam como as amadoras. Se confeciona com o somatório de pontos que obtenha uma equipa com suas 8 melhores corredores na classificação individual. A classificação também a integram equipas que não estejam registados no continente.
| Posição | Equipa                         | Pontos |
| ------- | ------------------------------ | ------ |
| 1.º     | Optum-Kelly Benefit Strategies | 494    |
| 2.º     | Funvic-São José dos Campos     | 481    |
| 3.º     | Hincapie Racing Team           | 400    |
| 4.º     | UnitedHealthcare               | 343    |
| 5.º     | EPM Une-Area Metropolitana     | 332    |

| 6.º  | SmartStop           | 315 |
| 7.º  | Team Equador        | 293 |
| 8.º  | Orgullo Antioqueño  | 200 |
| 9.º  | Jamis-Hagens Berman | 190 |
| 10.º | Silber              | 190 |

### Países
Se confeciona mediante os pontos dos 10 melhores ciclistas de um país, não só os que consigam neste Circuito Continental, sina também os conseguidos em todos os circuitos. E inclusive se um corredor de um país deste circuito, só consegue pontos em outro circuito (Europa, Ásia, Africa, Oceania), seus pontos vão a esta classificação. Ao igual que na classificação individual, os ciclistas podem pertencer tanto a equipas amadoras como profissionais, excepto os ciclistas de equipas UCI ProTeam.
| Posição | País           | Pontos |
| ------- | -------------- | ------ |
| 1.º     | Colômbia       | 890    |
| 2.°     | Canadá         | 850    |
| 3.º     | Argentina      | 788    |
| 4.º     | Estados Unidos | 687    |
| 5.º     | Venezuela      | 682    |

| 6.º  | Brasil     | 571 |
| 7.º  | Equador    | 396 |
| 8.º  | Costa Rica | 343 |
| 9.º  | Chile      | 327 |
| 10.º | México     | 256 |

### Países sub-23
| Posição | Equipa         | Pontos |
| ------- | -------------- | ------ |
| 1.º     | Colômbia       | 323    |
| 2.º     | Chile          | 151    |
| 3.º     | Estados Unidos | 123    |
| 4.º     | Argentina      | 111    |
| 5.º     | Canadá         | 97     |

### Evolução das classificações
| Data            | Classificação individual | Classificação por equipas      | Classificação por países | Classificação por países sub-23 |
| --------------- | ------------------------ | ------------------------------ | ------------------------ | ------------------------------- |
| 25 de janeiro   | Daniel Díaz              | Funvic-São José dos Campos     | Venezuela                | Colômbia                        |
| 25 de fevereiro | Daniel Díaz              | Funvic-São José dos Campos     | Colômbia                 | Colômbia                        |
| 25 de março     | Daniel Díaz              | Funvic-São José dos Campos     | Colômbia                 | Colômbia                        |
| 25 de abril     | Daniel Díaz              | Funvic-São José dos Campos     | Colômbia                 | Colômbia                        |
| 25 de maio      | Byron Guamá              | Funvic-São José dos Campos     | Colômbia                 | Colômbia                        |
| 25 de junho     | Byron Guamá              | Funvic-São José dos Campos     | Colômbia                 | Colômbia                        |
| 25 de julho     | Byron Guamá              | Funvic-São José dos Campos     | Colômbia                 | Colômbia                        |
| 15 de agosto    | Byron Guamá              | Optum-Kelly Benefit Strategies | Colômbia                 | Colômbia                        |
| 25 de agosto    | Byron Guamá              | Optum-Kelly Benefit Strategies | Colômbia                 | Colômbia                        |
| 25 de setembro  | Toms Skujins             | Optum-Kelly Benefit Strategies | Colômbia                 | Colômbia                        |
| 25 de outubro   | Toms Skujins             | Optum-Kelly Benefit Strategies | Colômbia                 | Colômbia                        |
| 25 de novembro  | Toms Skujins             | Optum-Kelly Benefit Strategies | Colômbia                 | Colômbia                        |
| 31 de dezembro  | Toms Skujins             | Optum-Kelly Benefit Strategies | Colômbia                 | Colômbia                        |
| Final           | Toms Skujins             | Optum-Kelly Benefit Strategies | Colômbia                 | Colômbia                        |